# Селеук III Кераун
Селеук III Сотер, познат и као Селеук Кераун (грчки: Σέλευκος Γ΄ ὁ Σωτήρ, ὁ Κεραυνός; око 243. п. н. е. – април/јун 223. п. н. е.) је био хеленистички владар Селеукидског краљевства, од 225. до 223. године п. н. е.

## Биографија
Селеук Кераун је био син Селеука II Калиника и Лаодике II. Припадао је династији Селеукида. Рођен је као Александар. Име је добио по свом деди, селеукидском генералу Александру. Александар је променио своје име у Селеук када је наследио оца на престолу. Током кратке трогодишње владавине наставио је да води рат кога је покренуо његов отац против пергамског краља Атала I. Селеуков поход на Анадолију био је неуспешан. Убијен је од стране сопствених војника у завери.